# Петровірівська сільська рада
Петровірівська сільська́ ра́да — орган місцевого самоврядування Петровірівської сільської громади в Ширяївському районі Одеської області.

## Населення
Згідно з переписом УРСР 1989 року чисельність наявного населення села становила 3887 осіб, з яких 1789 чоловіків та 2098 жінок.
За переписом населення України 2001 року в селі мешкало 3480 осіб.

### Мова
Розподіл населення за рідною мовою за даними перепису 2001 року:
| Мова       | Відсоток |
| ---------- | -------- |
| українська | 85,00 %  |
| молдовська | 7,13 %   |
| російська  | 6,44 %   |
| вірменська | 0,37 %   |
| циганська  | 0,29 %   |
| болгарська | 0,23 %   |
| гагаузька  | 0,17 %   |
| білоруська | 0,14 %   |
| інші       | 0,23 %   |

## Склад ради
Рада складається з 20 депутатів та голови.
- Голова ради: Зибо Лілія Степанівна
- Секретар ради: Ротар Тетяна Миколаївна

### Керівний склад попередніх скликань
| Прізвище, ім'я, по батькові     | Основні відомості                                                         | Дата обрання | Дата звільнення |
| ------------------------------- | ------------------------------------------------------------------------- | ------------ | --------------- |
| Скульський Володимир Григорович | Сільський голова, 1948 року народження, безпартійний                      | 26.03.2006   | 31.10.2010      |
| Зибо Лілія Степанівна           | Сільський голова, 1965 року народження, освіта вища, член Партії регіонів | 31.10.2010   |                 |

Примітка: таблиця складена за даними сайту Верховної Ради України

### Депутати
За результатами місцевих виборів 2010 року депутатами ради стали:

#### За суб'єктами висування
| Суб'єкт висування | Кількість обраних депутатів | %  |
| ----------------- | --------------------------- | -- |
| Партія регіонів   | 15                          | 75 |
| Самовисування     | 4                           | 20 |
| Народна партія    | 1                           | 5  |

#### За округами
| № округу        | Прізвище, ім'я, по батькові     | Дата визнання обраним | Освіта             | Партійна приналежність | Відомості про обраного депутата                                |
| --------------- | ------------------------------- | --------------------- | ------------------ | ---------------------- | -------------------------------------------------------------- |
| Народна Партія  |                                 |                       |                    |                        |                                                                |
| 20              | Ланова Наталія Андріївна        | 01.11.2010            | вища               | член Народної партії   | ПП «Жовтень», управляюча                                       |
| Партія регіонів |                                 |                       |                    |                        |                                                                |
| 1               | Аністратенко Наталія Георгіївна | 01.11.2010            | вища               | член Партії регіонів   | Жовтнева школа-інтернат, заступник директора з виховної роботи |
| 2               | Ковальчук Тетяна Миколаївна     | 01.11.2010            | середня спеціальна | член Партії регіонів   | Жовтневий навчально-виховний комплекс, завгосп                 |
| 3               | Афанасьєва Тетяна Миколаївна    | 01.11.2010            | середня спеціальна | позапартійна           | Жовтнева дільнича лікарня, медична сестра                      |
| 4               | Кілат Вячеслав Іванович         | 01.11.2010            | середня            | позапартійний          | МНС, головний спеціаліст                                       |
| 5               | Зибо Микола Олегович            | 01.11.2010            | вища               | член Партії регіонів   | ООРТПЦ — УКВР-4, інженер                                       |
| 7               | Ротар Тетяна Миколаївна         | 01.11.2010            | вища               | член Партії регіонів   | відділ освіти Ширяївської РДА, головний спеціаліст             |
| 8               | Загороднюк Михайло Валентинович | 01.11.2010            | середня            | позапартійний          | Жовтнева ТТС, електромонтер                                    |
| 10              | Антонюк Валерій Леонідович      | 01.11.2010            | середня спеціальна | позапартійний          | пенсіонер                                                      |
| 11              | Ланова Валентина Миколаївна     | 01.11.2010            | середня спеціальна | член Партії регіонів   | Жовтнева дільнича лікарня, старша медична сестра               |
| 12              | Жуков Павло Степанович          | 01.11.2010            | середня спеціальна | позапартійний          | ТОВ «Діском», електромонтер                                    |
| 15              | Заєць Раїса Федорівна           | 01.11.2010            | середня            | член Партії регіонів   | Жовтнева школа-інтернат, комірник                              |
| 16              | Колісніченко Олена Юріївна      | 01.11.2010            | середня спеціальна | член Партії регіонів   | Жовтнева школа-інтернат, соціальний педагог                    |
| 17              | Кудріцька Тетяна Іванівна       | 01.11.2010            | середня спеціальна | член Партії регіонів   | Жовтнева школа-інтернат, вихователь                            |
| 18              | Жеребчук Олександр Миколайович  | 01.11.2010            | середня            | позапартійний          | КСП «Мрія», тракторист                                         |
| 19              | Сиротюк Наталія Григорівна      | 01.11.2010            | середня спеціальна | позапартійна           | Ревівський фельдшерсько-акушерський пункт, завідувачка         |
| Самовисування   |                                 |                       |                    |                        |                                                                |
| 6               | Канцур Олена Дмитрівна          | 01.11.2010            | середня спеціальна | позапартійна           | відділ освіти Ширяївської РДА, інженер                         |
| 9               | Бойко Анатолій Іванович         | 01.11.2010            | середня спеціальна | позапартійний          | приватний підприємець                                          |
| 13              | Циганова Галина Владиславівна   | 01.11.2010            | вища               | позапартійна           | Жовтневий навчально-виховний комплекс, вчитель                 |
| 14              | Петровська Ірина Михайлівна     | 01.11.2010            | вища               | позапартійна           | Жовтневе поштове відділення, начальник                         |